# Xiaomi Redmi 7A
Xiaomi Redmi 7A — бюджетный смартфон, представленный Xiaomi, вышел в мае 2019 года и начались продажи в июне 2019 года. Является преемником Xiaomi Redmi 6A. Доступен в синем и чёрном цветах, а также в цветах «синий изумруд» и «красный изумруд».

## Характеристики

### Корпус и экран
Корпус Redmi 7A неразборный, сделан из матового пластика (синий и чёрный) или глянцевого пластика («синий» и «красный изумруд») и защищён гидрофобным нанопокрытием по технологии компании P2i. Экран сделан по технологии IPS, имеет диагональ 5,45 дюйма и разрешение 1440 × 720 (HD+). Соотношение сторон экрана — 18:9, то есть 2:1.

### Аппаратная платформа
В Redmi 7A установлен 64-битный (стоит 32-битный Android) 8-ядерный процессор Qualcomm Snapdragon 439 на базе ARM Cortex-A53, работающий на частоте до 2 ГГц и сделанный по технологии 12 нм. В качестве видеоускорителя используется Adreno 505. ОЗУ — 2 ГБ, хранилище данных — 16 или 32 ГБ; ОЗУ — 3 ГБ, хранилище — 32 ГБ, имеется поддержка карт памяти до 256 ГБ. Также смартфон работает на Android 9 с фирменной оболочкой MIUI 10 из коробки, которая обновлена в конце октября 2019 до 11-й версии. Поддерживается 4G LTE с попеременной работой двух Nano-SIM, а также Wi-Fi 802.11n, Wi-Fi Direct , Bluetooth 4.2. Поддерживается разблокировка по лицу.

### Аккумулятор
В Redmi 7A установлен аккумулятор ёмкостью 4000 мА·ч с поддержкой быстрой 10-ваттной зарядки. При такой ёмкости смартфон может проработать до двух дней без подзарядки. В режиме ожидания может работать 15-20 дней.

### Камера
Основная камера выполнена на сенсоре Sony IMX486 (размер пиксела 1,25 мкм, размер матрицы 6,2 мм, 4032 x 3016 — 12 Мп) с возможностью автофокуса и съёмки видео в Full HD. Фронтальная камера позволяет получать снимки с размером в 5 Мп и возможность записывать видео в Full HD.